# Суматрански носорог
Суматранският носорог (Dicerorhinus sumatrensis) е един от петте оцелели вида от семейство Носорози.
Макар и доста голям бозайник, това е най-малкият носорог, с височина 112 – 145 cm, дължина на тялото и главата – 2,36 – 3,17 m и на опашката – 35 – 70 cm. Теглото варира от 500 до 1000 kg.
Представители на вида са обитавали тропически гори и блатисти местности в Индия, Бутан, Бангладеш, Мианмар, Тайланд, Малайзия, Индонезия и Китай. Някога суматранският носорог се е срещал из цяла Азия, но сега е почти изчезнал от дивата природа, като се смята, че съществуват по-малко от 100 животни. Сега видът е критично застрашен. Суматранският носорог е официално е изчезнал в Малайзия, със смъртта на последните 2 екземпляра през 2019 г. 

## Подвидове
- Dicerorhinus sumatrensis harrissoni
- Dicerorhinus sumatrensis sumatrensis
- †Dicerorhinus sumatrensis lasiotis